# Каригасниеми
Каригасниеми (фин. Karigasniemi, северносаам. Gáregasnjárga) — деревня на севере Финляндии, в общине Утсйоки провинции Лапландия. 

## Географическое положение
Расположена на границе с Норвегией, в 18 км к юго-востоку от норвежского города Карасйок, на берегу реки Анарйокка, которая к югу от деревни соединяется с рекой Карасйокка, образуя богатую лососем реку Танаэльв. Расстояние до административного центра общины, деревни Утсйоки, составляет 102 км.
Деревня находится на дороге между финским Ивало и норвежским городом Лаксэльв.

## Инфраструктура
В Каригасниеми имеются школа, почтовое отделение, 3 магазина, 2 АЗС, 1 бар, 1 ресторан.

## Экономика
Население деревни живёт главным образом за счёт приграничной торговли и туризма. Оживлённая торговля объясняется более высокими ценами на норвежской стороне границы.

## Население
Население Каригасниеми составляет около 300 человек, более половина из которых — саамы.